# Liste der Universitäten in Somalia
Dies ist eine Liste der Universitäten in Somalia:
- Amoud-Universität, Boorama
- Universität von Gedo, Baardheere
- Universität von Hiiraan, Beledweyne
- Hochschule Boosaaso, Boosaaso
- Nationale Universität Somalias, Mogadischu
- Universität von Nugaal, Las Anod
- Ostafrikanische Universität, Boosaaso
- Plasma Universität, Mogadischu
- Polytechnische Universität Bardera, Bardera
- Staatliche Universität Puntland, Garoowe
- Technische Universität Somaliland, Hargeysa
- Universität Baidoa, Baidoa
- Universität Benadir, Mogadischu
- Universität Burao, Burao
- Universität Hargeysa, Hargeysa
- Universität Kismaayo, Kismaayo
- Universität Mogadischu, Mogadischu